# Leucopogon phyllostachys
Leucopogon phyllostachys är en ljungväxtart som beskrevs av George Bentham. Leucopogon phyllostachys ingår i släktet Leucopogon och familjen ljungväxter. Inga underarter finns listade i Catalogue of Life.